# Basílica de Santa María de la Asunción (Arcos de la Frontera)
Basílica de Santa María de la Asunción  là một nhà thờ ở Arcos de la Frontera, Andalucía, phía nam Tây Ban Nha. Nhà thờ được xây vào thế kỷ 15-16 và được công nhận là Bien de Interés Cultural.